# LinkNYC
LinkNYC est un projet d'infrastructure urbaine conçu pour fournir un accès internet gratuit via Wi-fi aux habitants de la ville de New York.

## Historique
En avril 2014, faisant suite à un appel de 2013 du maire Michael Bloomberg à « réinventer les cabines téléphoniques », le New York City Department of Information Technology and Telecommunications lance un appel à projets pour la rénovation des cabines téléphoniques de la ville, avec à la clé un contrat pour rénover et entretenir pendant 12 ans un parc allant jusqu'à 10 000 points de communication. 
C'est finalement le consortium CityBridge formé par Qualcomm, Titan, Control Group et Comark, qui est retenu. Officiellement lancé par le maire Bill de Blasio en novembre 2014, le projet consiste à remplacer le réseau de 7 500 cabines téléphoniques payantes de la ville par des bornes intelligentes offrant une connexion Wi-Fi, des appels téléphoniques gratuits pour les États-Unis, deux ports USB pour charger des appareils mobiles, de l'affichage public ainsi qu'un accès facilité aux services de la ville et aux services d'urgence (911 et 311) via un bouton rouge. En contrepartie les bornes serviront également de zones d'affichage publicitaire. LinkNYC s'engage à installer 4 500 bornes en quatre ans et 7 000 au total, que la société espère voir générer annuellement 500 millions de dollars (contre 40 pour les cabines traditionnelles), pour 200 millions de frais d'infrastructure. L'opération est intégralement auto-financée, la mairie de New-York n'avançant pas de fonds.
Quelques mois après le lancement, le projet est critiqué pour son manque d'égalité de traitement entre les zones de la ville, Manhattan offrant par exemple des débits bien supérieurs à ceux du Bronx ou de Brooklyn. Par ailleurs Titan est accusé d'avoir installé des balises de géolocalisation à des fins publicitaires dans les téléphones des nouvelles cabines, et se voit sommé par le maire de les retirer. En 2015 Titan fusionne avec Control Group pour former Intersection, que rachète la société Sidewalk Labs (détenue par le groupe Alphabet), qui en devient le premier actionnaire,. Intersection se donne pour objectif d'exporter le modèle de LinkNYC à d'autres villes, aux États-Unis et dans le monde.